# NGC 3907B
NGC 3907B је спирална галаксија у сазвежђу Девица која се налази на NGC листи објеката дубоког неба.
Деклинација објекта је - 1° 5' 3" а ректасцензија 11h 49m 23,5s. Привидна величина (магнитуда) објекта NGC 3907 износи 13,8 а фотографска магнитуда 14,6. NGC 3907B је још познат и под ознакама UGC 6793, MCG 0-30-26, IRAS 11468-0048, CGCG 12-92, KCPG 304A, PGC 36928.